# Augustus-Tempel (Barcelona)

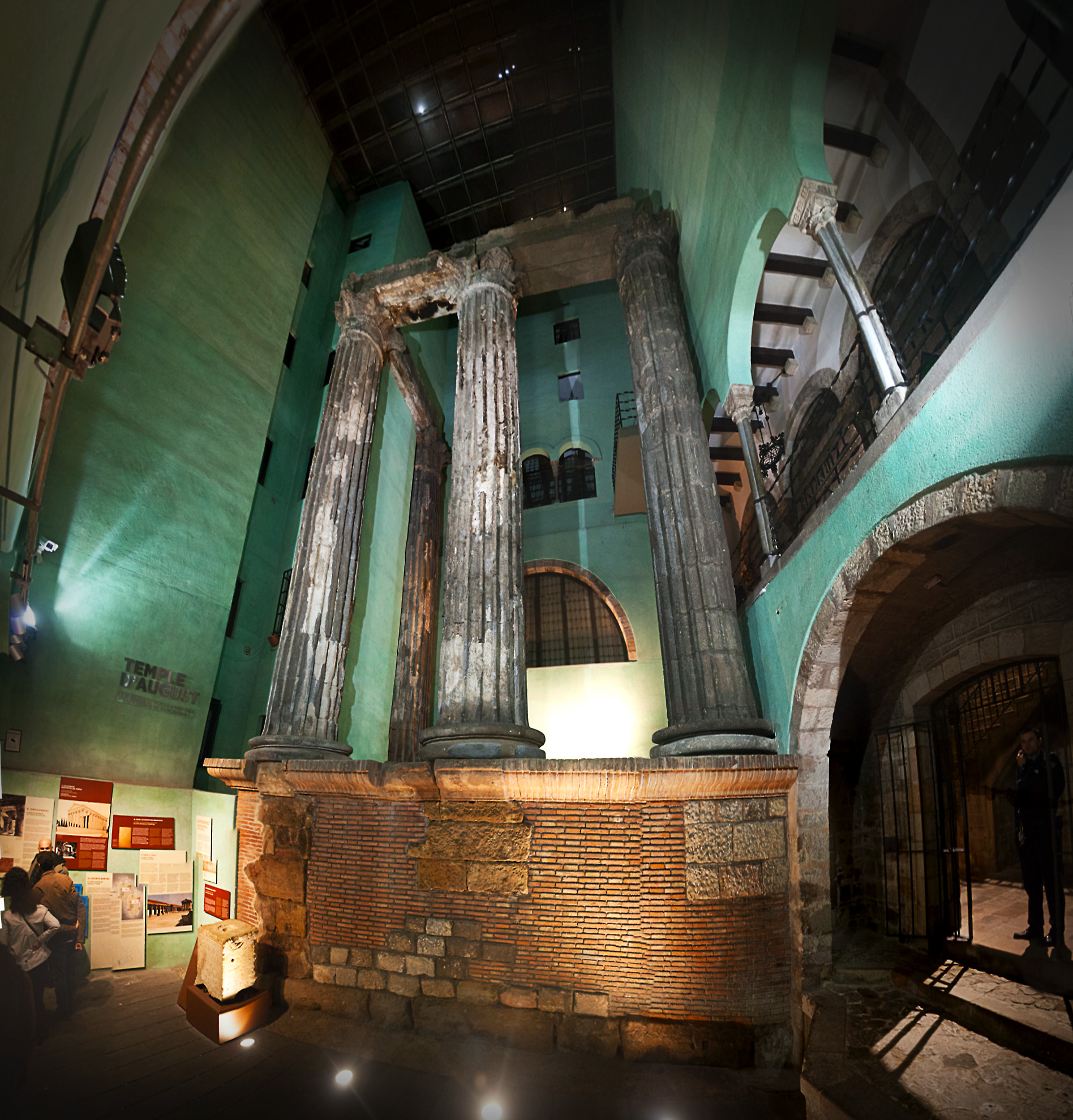
Die erhaltenen Säulen des Augustus-Tempels

Der sogenannte Augustus-Tempel in Barcelona war ein römischer Tempel, der in der Siedlung Barcino (heutiges Barcelona) erbaut wurde. Er wurde wahrscheinlich in augusteischer Zeit auf dem höchsten Punkt des Mont Tàber (16,9 msnm) errichtet. Der auf einem rund 3 Meter hohen Podium errichtete Peripteros korinthischer Ordnung war etwa 35 Meter lang und 17,50 Meter breit. Der Säulenkranz des annähernd NO-SW-gerichteten Tempels besaß 6 × 11 Säulen.
Mit der Christianisierung und dem Ende des Römischen Reiches verlor der Tempel an Bedeutung. Das Datum seiner Zerstörung oder seines Verfalls lässt sich nicht rekonstruieren. Spätestens im 15. Jahrhundert war seine Bausubstanz einschließlich der Säulen in andere Bauwerke eingebaut worden. Die Interpretation dreier zunächst ab dem 11. Jahrhundert als „el Miraculum“ (das Wunder) angesprochenen Säulen war ab dem 15. Jahrhundert Gegenstand der Diskussion. Ausgrabungen im späteren 19. Jahrhundert, für die die Baustelle des Centre Excursionista de Catalunya Gelegenheit bot, legten das zugehörige Podium frei und bestätigten die Deutung als Tempel, der zunächst dem Hercules als Kultinhaber zugewiesen wurde. Eine vierte, aus verschiedenen Resten zusammengesetzte Säule wurde an der Plaça del Rei ausgestellt und 1956 der Struktur hinzugefügt, wie sie heutzutage zu sehen ist.

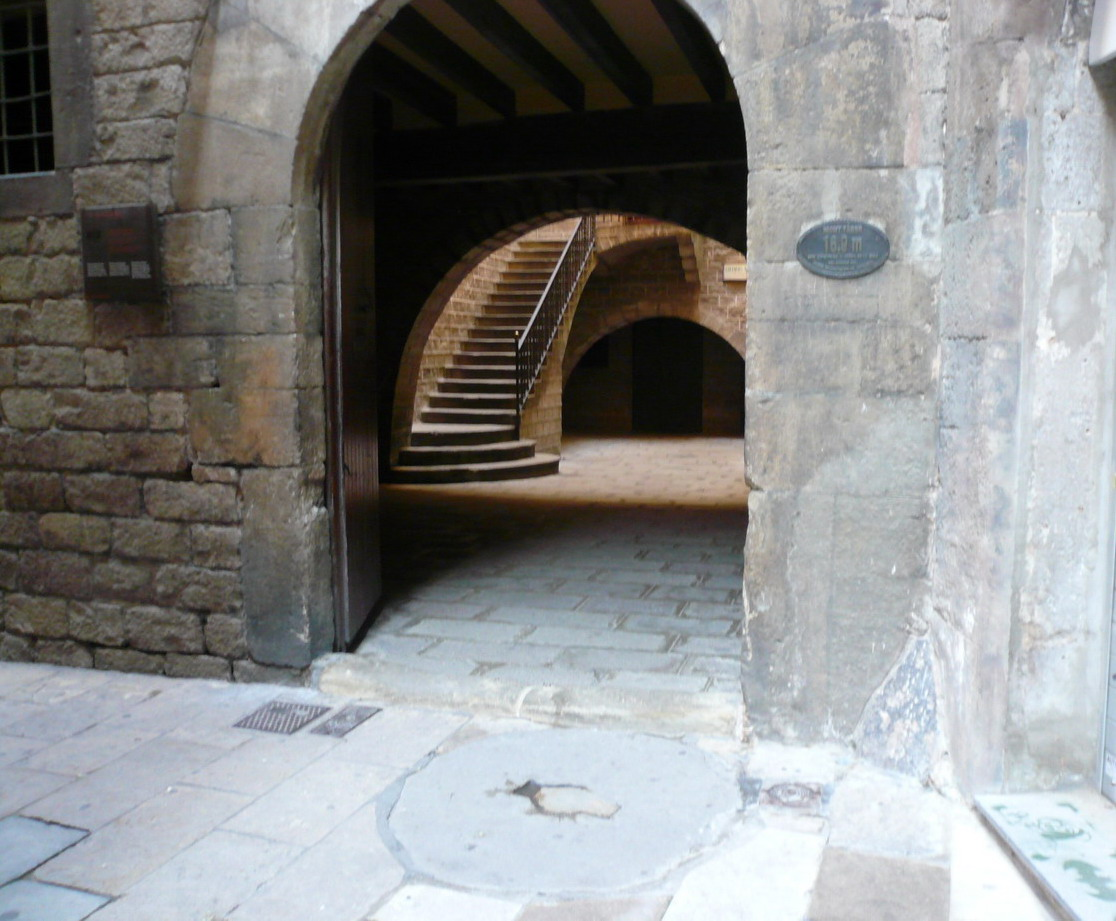
Der Zugang zu den Säulen befindet sich in der Straße Carrer Paradís Nr. 10. Der Mühlstein und die Plakette vor dem Eingang des Gebäudes markieren den höchsten Punkt des Mont Tàber.

Der Eingang zu den Säulen befindet sich in der Gasse Carrer del Paradís Nr. 10 im Gotischen Viertel (Barri Gòtic) der Stadt. Vor dem Eingang des Gebäudes befinden sich ein Mühlstein und eine Plakette, die den höchsten Punkt des Mont Tàber markieren.
Der Tempel wurde im Jahre 1931 zum „Kulturgut von nationaler Bedeutung“ erklärt (katalanisch Bé Cultural d’Interès Nacional) und steht somit unter Denkmalschutz. Der „Augustus-Tempel“ ist Teil des Historischen Museums der Stadt Barcelona (MUHBA). Der Eintritt ist kostenlos.

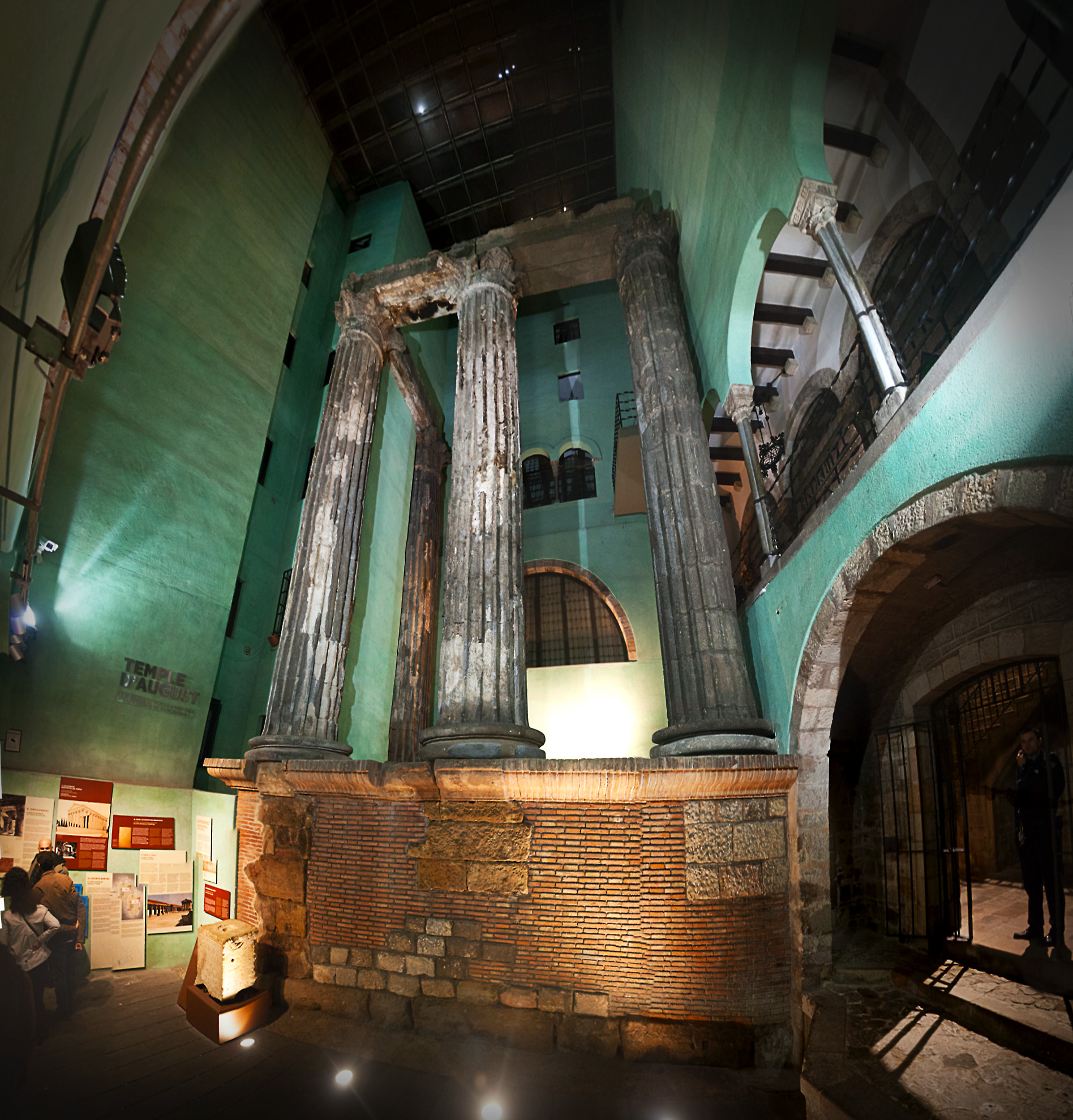
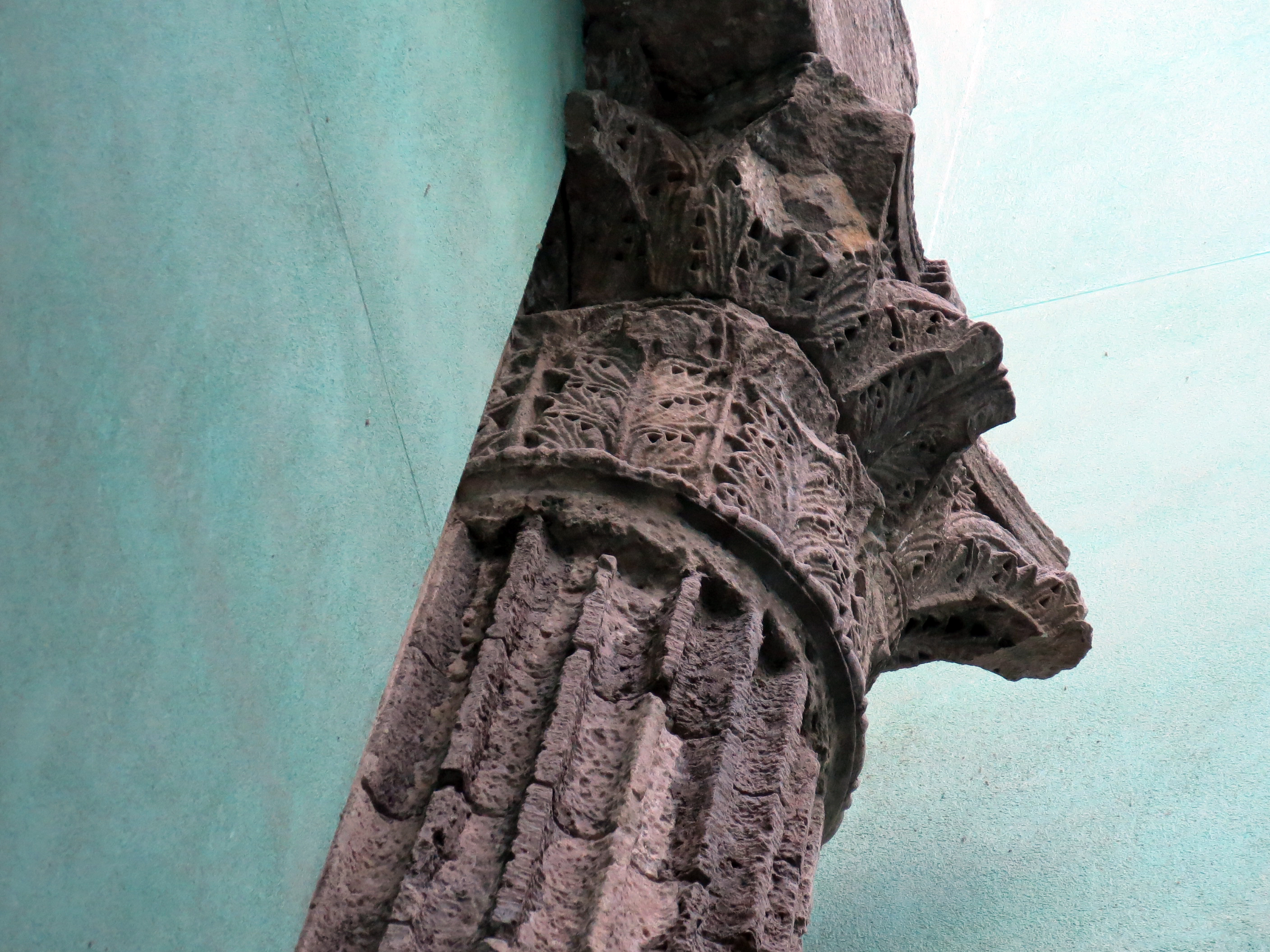
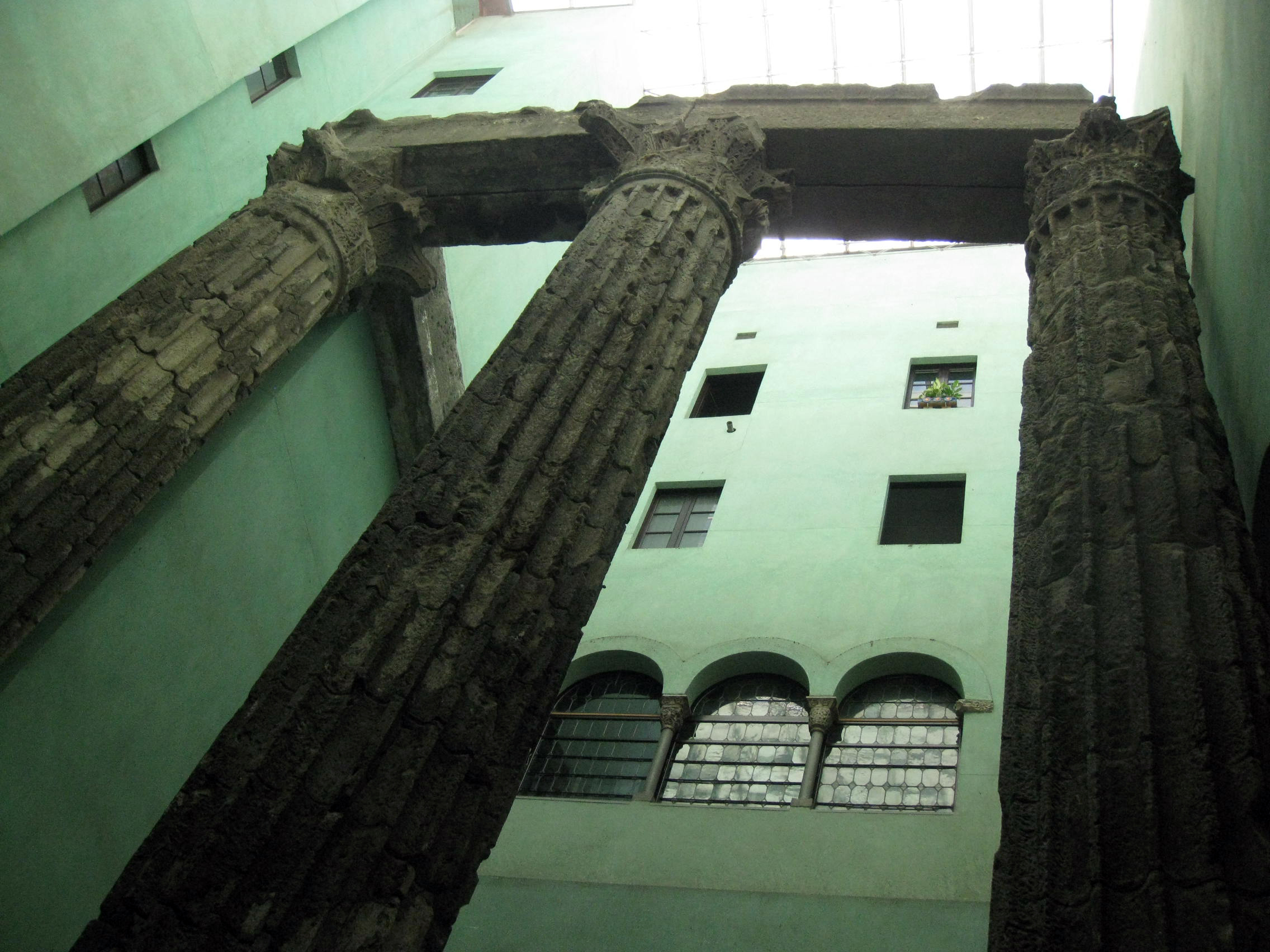
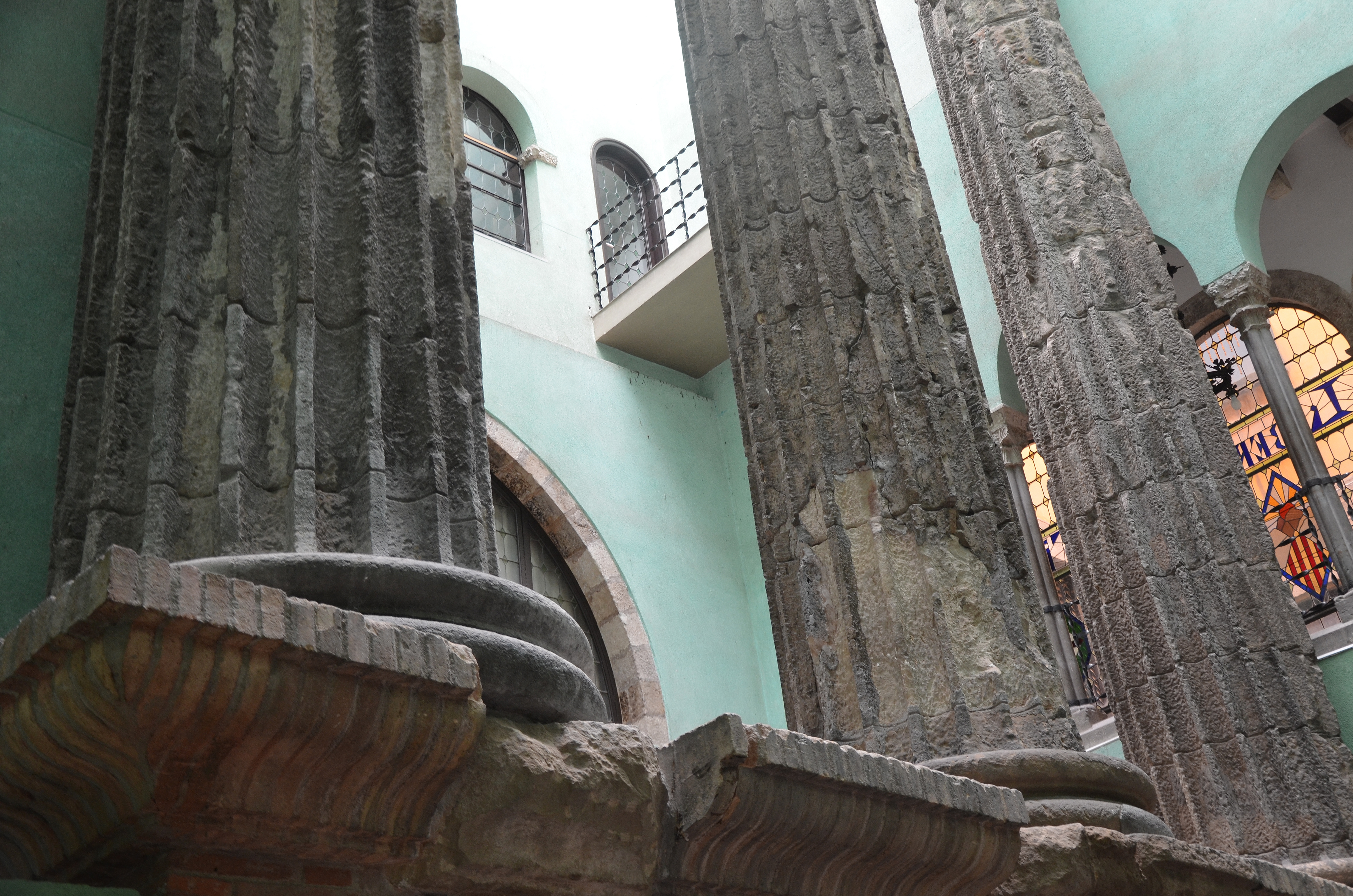